# Terremoto de las islas Rata
El terremoto de las islas Rata de 1965 ocurrió a las 19:01 del 3 de febrero de 1965. Tuvo una magnitud de 8,7 y provocó un tsunami de más de 10 metros en la isla Shemya, pero causó muy pocos daños.

## Entorno tectónico

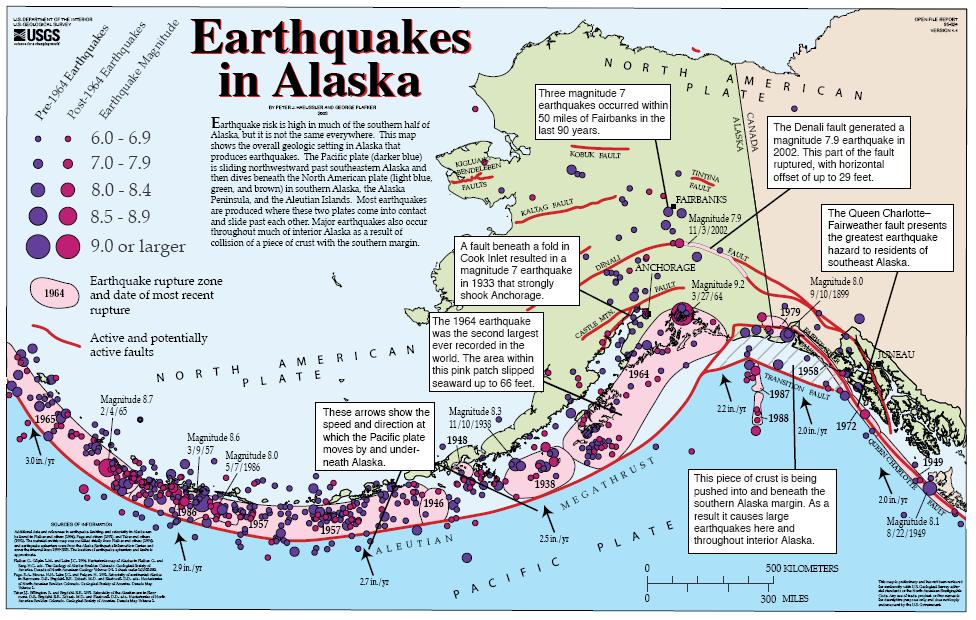
Mapa de la tectónica y sismicidad de Alaska

Las Islas Rata forman parte de las Islas Aleutianas, una cadena de islas volcánicas que forman un arco de islas, que resulta de la subducción de la Placa del Pacífico debajo de la Placa de América del Norte. Este límite de placas, la Fosa de las Aleutianas, ha sido la ubicación de muchos megaterremotos.

## Características
El terremoto de las islas Rata de 1965 comparte características comunes con el terremoto de las islas Kuriles de 1963 y el terremoto de Alaska de 1964.

### Terremoto
El terremoto se asoció con una ruptura de 600 kilómetros de longitud a lo largo del límite de placas, sobre la base de la distribución de las réplicas. El patrón de la liberación de energía sugiere la presencia de tres zonas de fricción a lo largo de la interfaz de la placa, cada una haciendo un pulso de liberación. La recreación simulada del tsunami apoya la idea de que el terremoto se componía de tres sub-eventos, relacionados con tres 'bloques' estructurales dentro de la placa superior.
El sismo principal fue seguido por un terremoto de magnitud 7,6 cerca de dos meses más tarde, que provocó otro tsunami pero mucho más pequeño que el anterior. Este terremoto no fue una réplica, su epicentro estuvo ubicado en una falla diferente, por el tsunami que provocó un deslizamiento de la placa de subducción, activado por el evento anterior.

### Tsunami
El tsunami alcanzó una altura máxima de 10,7 metros en la isla Shemya, 2,0 metros en la isla de Amchitka, 1,6 metros en la isla de Attu y 1,1 metros en el norte de Kauai, Hawái. También se observó en Perú, Ecuador, México, California, Japón y el este de Rusia.

## Daños
Las inundaciones del tsunami causaron 10 000 dólares en daños en la isla de Amchitka. También se registraron daños menores en las Islas Attu y Shemya, causando grietas en las carreteras